# Kreuzweg (Neviges)

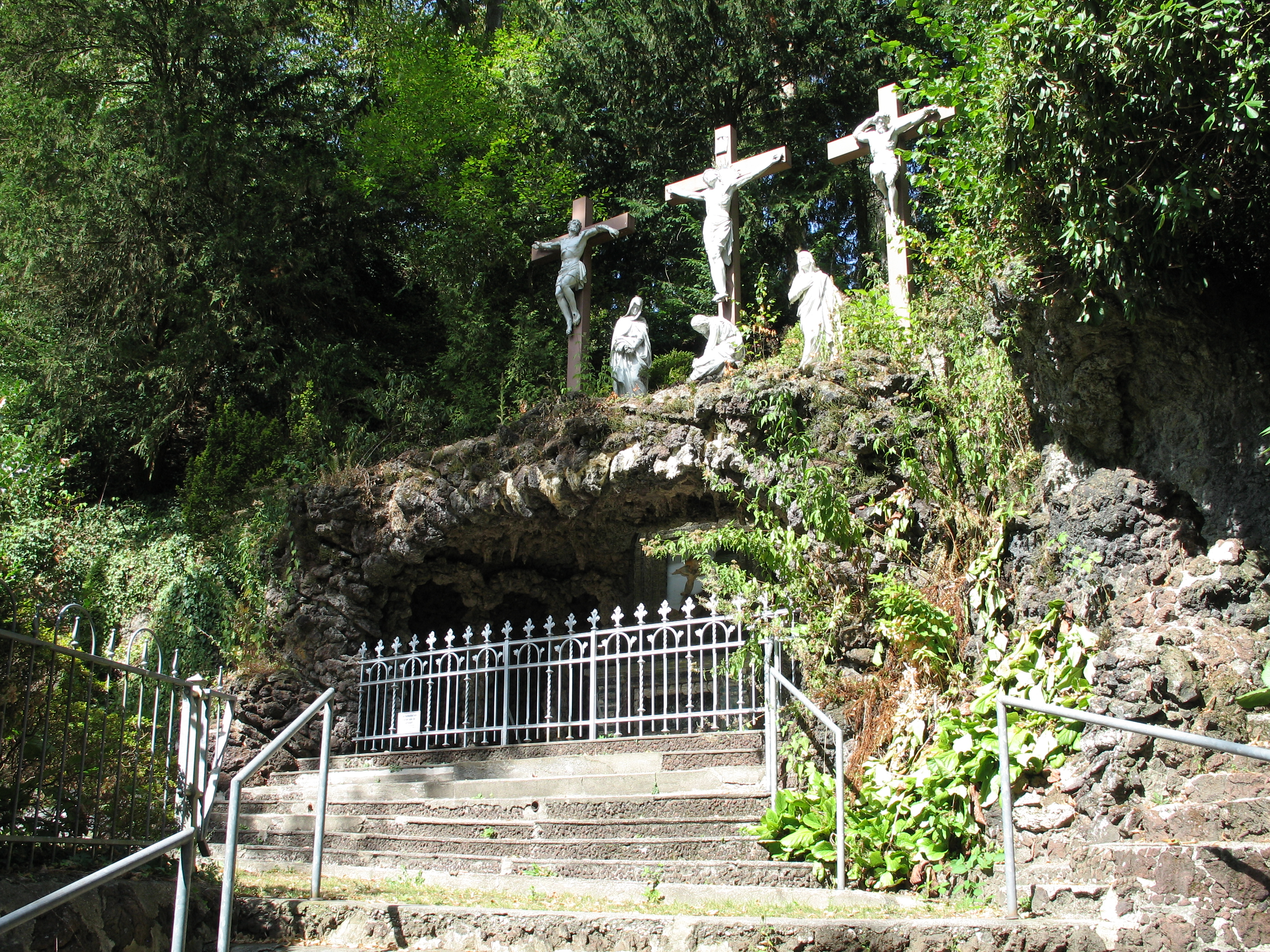
Kreuzigungsgruppe

Der Kreuzweg am Hang des Kreuzberges in Neviges ist ein dem Leidensweg Christi nachgebildeter Wallfahrtsweg mit 14 bebilderten Kreuzweg-Stationen.

## Geschichte und Beschreibung
Die Marienwallfahrt Neviges erlebte unter Pfarrer Pater Basilius Pfannenschmied (OFM, 1872–1894, Franziskanerkloster Hardenberg-Neviges) durch die 200-Jahr-Feier von 1881 und das Ende des preußischen Kulturkampfs einen Aufschwung, der zusätzlichen Platz für Gebet und Andacht erforderte. Gleichzeitig verstärkte sich der Ruf nach einem Freilandkreuzweg, wie er seit 1874 in Kevelaer existierte. Daraufhin stiftete die Besitzerin von Schloss Hardenberg, Baronin Leonie von Wendt zu Holtfeld (1815–1896), Witwe von Reichsgraf Oscar von Marchant und von Ansemburg (1811–1883), ein Areal auf dem steilen Schlütersberg nahe der Pfarrkirche, auf dem der Franziskanerpater Alexander Potthast in Serpentinen einen Prozessionsweg mit 14 aufgemauerten Grotten anlegte, in denen ursprünglich Terrakottareliefs die Szenen der Via Dolorosa darstellten. Nach Teilzerstörung durch eine Bombe im Zweiten Weltkrieg wurden sie 1949 bis 1955 durch steinerne Hochreliefs des Kölner Bildhauers Toni Stockheim ersetzt.
Zusätzlich zu den Reliefs sind die Ölbergszene sowie die 12. Station vollplastisch dargestellt. Diese ist zur Feier von Gottesdiensten mit Altar, Kanzel und Bänken auf einem terrassierten Platz angelegt und besteht aus einer lebensgroßen freistehenden Kreuzigungsgruppe über der Altargrotte. Zur Einweihung des Kreuzbergs (wie er nun genannt wurde), dessen Stationen von Pilgergruppen gestiftet waren, kamen am 15. Juli 1888 mehr als 3000 Pilger.
Einen weiteren Kalvarienberg errichteten die Franziskaner der Sächsischen Ordensprovinz ab 1894 bei ihrem Kloster im Wallfahrtsort Moresnet. Der Kreuzweg von Neviges war Vorbild für den Kreuzweg Bonenburg.